# Структура моменту
«Структура моменту» (азерб. «Anın quruluşu») — радянський двосерійний драматичний телефільм 1980 року, знятий на кіностудії «Азербайджанфільм».

## Сюжет
Фільм розповідає про велич батьківщини, і все те, що робиться на благо вітчизни. Фільм показує серйозні моральні принципи наших сучасників, а також довіру і повагу до людей.

## У ролях
- Мамед Мамедов — Адхам
- Гаджи Ісмаїлов — Алекпер
- Анна Каменкова — Алія
- Володимир Етуш — Годжа Байрамов
- Ольга Барнет — Ніна
- Олександр Шаровський — Фелікс
- Ельхан Кулієв — Октай
- Таїр Яхин — Раміз
- Халіда Кулієва — Сона
- Омур Нагієв — Тофік
- Мікаїл Мірза — Ейваз
- Сіявуш Набієв — вундеркінд
- Лариса Халафова — мати вундеркінда

## Знімальна група
- Оригінальний текст, режисер-постановник, оператор-постановник: Расім Ісмайлов
- Автор сценарію: Рустам Ібрагімбеков
- Оператор-постановник: Юрій Варновський
- Художник-постановник: Рафіз Ісмайлов
- Композитор: Азер Дадашев
- Директор фільму: Інесса Сафронова